# Lakócsa, Somogy
Lakócsa (în croată Lukovišće) este un sat în districtul Barcs, județul Somogy, Ungaria, având o populație de 588 de locuitori (2011).

## Demografie
Componența etnică a satului Lakócsa
     Maghiari (59,61%)
     Croați (24,18%)
     Romi (15,82%)
     Germani (0,39%)
Componența confesională a satului Lakócsa
     Romano-catolici (59,35%)
     Fără religie (3,74%)
     Reformați (1,19%)
     Necunoscută (35,2%)
     Atei (0,51%)
Conform recensământului din 2011, satul Lakócsa avea 588 de locuitori. Din punct de vedere etnic, majoritatea locuitorilor (59,61%) erau maghiari, existând și minorități de croați (24,18%) și romi (15,82%).  Din punct de vedere confesional, majoritatea locuitorilor (59,35%) erau romano-catolici, existând și minorități de persoane fără religie (3,74%) și reformați (1,19%). Pentru 35,2% din locuitori nu este cunoscută apartenența confesională.